# Agavelandschap en oude industriële faciliteiten van Tequila
Het agavelandschap en de oude industriële faciliteiten van Tequila zijn een site in Jalisco, Mexico, die is uitgeroepen tot werelderfgoed. In de site zijn ook enige locaties van de cultuur van Teuchitlan opgenomen, die in het eerste millennium bloeide in de vallei van Santiago de Tequila.
Het landschap bevindt zich tussen de Tequilavulkaan en het dal van de Río Grande de Santiago, in de westelijke deelstaat Jalisco. Door de vele agaveplantages, die gebruikt worden om de drank tequila van te stoken, heeft de vallei een blauwkleurig uiterlijk. In Tequila, Arenal en Amatitan bevinden zich distilleerderijen waar tequila gedistilleerd wordt.
De site is opgenomen in de lijst van Werelderfgoed van de UNESCO in 2006. Redenen voor de opname zijn de vermenging van inheemse en Europese productietechnieken, de ecologische respectievelijk architectonische waarde van het landschap en de industriële faciliteiten, de nationale trots die Mexico ontleent aan de productie van tequila en de culturele waarde van de regio rond Tequila.
Agavelandschap en oude industriële faciliteiten van Tequila · Hydraulisch systeem van het aquaduct van Padre Tembleque · Oude Mayastad en beschermde tropische regenwouden van Calakmul, Campeche · Historische versterkte stad Campeche · Precolumbiaanse stad Chichén Itzá · Centrale Universiteitsstadscampus van de Nationale Autonome Universiteit van Mexico · Biosfeerreservaat El Pinacate y Gran Desierto de Altar · El Camino Real de Tierra Adentro · Precolumbiaanse stad El Tajín · Franciscaanse missieposten in de Sierra Gorda van Queretaro  · Historische stad Guanajuato en aangrenzende mijnen · Hospicio Cabañas, Guadalajara · Eilanden en beschermde gebieden in de Golf van Californië · Luis Barragánhuis en -studio · Historisch Centrum van Mexico-Stad en Xochimilco · Vroeg-16e-eeuwse kloosters op de hellingen van de Popocatépetl · Historisch centrum van Morelia · Historisch centrum van Oaxaca en Monte Albán · Precolumbiaanse stad en nationaal park Palenque · Archeologische zone van Paquimé, Casas Grandes · Historisch centrum van Puebla · Historische monumentenzone van Querétaro · Revillagigedo-archipel · Biosfeerreservaat van de monarchvlinder · Rotstekeningen van de Sierra de San Francisco · Beschermde stad San Miguel en het Heiligdom van Jesús de Nazareno de Atotonilco · Sian Ka'an · Precolumbiaanse stad Teotihuacan · Historische monumentenzone van Tlacotalpan · Precolumbiaanse stad Uxmal · Walvisreservaat van El Vizcaíno · Archeologische monumentenzone van Xochicalco · Historisch centrum van Zacatecas · Tehuacán-Cuicatlánvallei: oorspronkelijke habitat van Mesoamerika